# Сучасний анархізм
Сучасний анархізм в історії анархізму — це період анархістського руху, який триває від кінця Другої світової війни до сьогодення. З останньої третини 20 століття анархісти брали участь в антиглобалістських, мирних, сквотерських і студентських протестних рухах. Анархісти брали участь у збройних революціях, таких як ті, що створили Махновщину та Революційну Каталонію, а анархічні політичні організації, такі як Міжнародна асоціація робітників та Індустріальні робітники світу, існують з 20 століття. У сучасному анархізмі антикапіталізм класичного анархізму залишається помітним.